# Crețești
Crețești falu Romániában, Fehér megyében. Közigazgatásilag Bisztra községhez tartozik.

## Fekvése
A Mócvidéken, Bisztra közelében fekvő település.

## Története
Crețești korábban Bisztra része volt, 1956 táján vált külön 221 lakossal.
1966-ban 238 lakosából 226 román, 11 cigány, 1 szlovák volt. 1977-ben 260 lakosából 200 román, 2 német, 58 cigány volt. 1992-ben 220 román lakosa volt, 2002-ben pedig 215 lakosából 195 román, 20 cigány volt.